# La vie en rose (Lied)

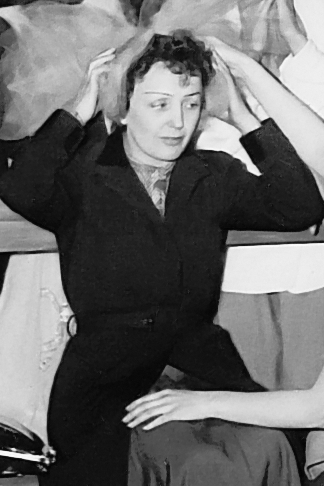
Édith Piaf (1951)

La vie en rose (französisch für „Das Leben in Rosa“, in freier Übersetzung „Leben durch die rosarote Brille“) ist ein 1945 geschriebenes Chanson der französischen Sängerin Édith Piaf mit einer Melodie des Komponisten Louiguy (Louis Guglielmi). Das Lied gehört zusammen mit Milord und Non, je ne regrette rien zu ihren größten Erfolgen.

## Entstehungsgeschichte
Édith Piaf war erstmals im Oktober 1935 im Tonstudio gewesen, hatte seitdem ausnahmslos Fremdkompositionen gesungen und kam deshalb im Verlauf des Jahres 1944 auf die Idee, einmal selbst ein Lied zu schreiben. Eine erste Idee trug sie 1945 ihrer Pianistin und Arrangeurin Marguerite Monnot vor, die jedoch skeptisch reagierte. Piafs Freundin und Chansonette Marianne Michel hingegen war begeistert, als die beiden im Mai 1945 in einem Café an der Avenue des Champs-Élysées saßen und Piaf ihr Lied vorlegte. Michel änderte Text und Titel leicht und aus „les choses“ (die Dinge) wurde „la vie“ (das Leben). Es gab ein Cabaret mit dem Namen La vie en rose, in dem Piaf im Frühjahr 1943 aufgetreten war.
Der Text beschreibt die Gefühle einer verliebten Person, die ihrem Geliebten nahe und daher glücklich ist. Zitat: „Wenn er mich in seine Arme nimmt, wenn er leise mit mir spricht, dann bin ich im siebten Himmel.“ Piaf bat den Filmkomponisten Louis Guglielmi (1916–1991), zum Text noch eine Melodie zu schreiben, und Michel nahm das Lied im Mai 1945 auf. Am 5. November 1945 wurde die Komposition bei der französischen Verwertungsgesellschaft SACEM für Louis Guglielmi (genannt Marcel Louiguy; Musik) und Piaf unter ihrem richtigen Namen Édith Giovanna Gassion (Text) registriert.

## Piaf-Version

Edith Piaf – La vie en rose (französische Fassung)

Piaf sang ihr Werk über eine klischeehafte Verherrlichung der Liebe erstmals 1946 auf der Bühne. Im Pariser Tonstudio Pathé-Marconi erschien sie erst am 4. Januar 1947, um La vie en rose mit der B-Seite Un refrain courait dans la rue mit einem Orchester unter Leitung von Dirigent Guy Luypaerts aufzunehmen. Die Platte erschien im Februar 1947 auf dem französischen Ableger von Columbia Records (DF 3152) in Frankreich.
Am 30. Oktober 1947 begann Piaf eine USA-Tournee mit 44 Auftritten im New Yorker Playhouse, wo sie acht Songs präsentierte – das in den Vereinigten Staaten noch nicht veröffentlichte La vie en rose gehörte dazu. In den Vereinigten Staaten gelang Piaf eine Popularisierung dieses typischen französischen Chansons, indem sie auch eine englischsprachige Fassung einspielte. Sie sang es zudem im französischen Film Neuf garçons, un cœur (Neun Jungs, ein Herz), der 1948 in die Kinos kam. Ihre 1949 erschienene LP Chansons Parisiennes (Columbia FL 9501) enthielt den Titel als ersten Track.

Werner Schmah – Schau mich bitte nicht so an

Erst im August 1950 erschien die von Piaf auf Englisch gesungene Version (mit Text von Mack David) und der B-Seite The Three Bells (Columbia 38948). Die Musikzeitschrift Billboard hielt in einer Kritik Piafs Versuche, den Song in Englisch zu singen, für „katastrophal“. Dessen ungeachtet gelangte die englische Version im Oktober 1950 in die amerikanische Pop-Hitparade und erreichte dort als höchste Platzierung Rang 23. Diese Hitparadennotiz darf jedoch nicht über den Erfolg hinwegtäuschen, denn die Single verkaufte sich in den Vereinigten Staaten eine Million und weltweit drei Millionen Mal.

## Weitere Versionen
Das Chanson wurde wie andere Titel von Édith Piaf zahlreich gecovert. Die Datenbank cover.info listet über 300 Versionen des Liedes und auf secondhandsongs.com sind mehr als 800 Versionen gelistet. Es wurde in mindestens zwanzig Sprachen übersetzt; die zweite fremdsprachige Fassung war 1948 La vita è rosa von Nilla Pizzi. Hans Doll und Ralph Maria Siegel übersetzten das Chanson unter dem Titel Schau mich bitte nicht so an und hielten sich auch beim weiteren Text nicht an die Originalvorlage. Insgesamt gab es mindestens 28 Versionen auf Deutsch, darunter als erster Werner Schmah mit Walter Dobschinski und der Berliner Starband (1948), Lale Andersen, Detlev Lais sowie Ursula Maury (alle 1949) und das Orchester Horst Winter (1950). Marlene Dietrich sang den Song auf Französisch im Alfred-Hitchcock-Film Die rote Lola. Der Titel wird in mindestens 32 Kinofilmen verwendet.
Erst 1950 begann der Song auch seinen Siegeszug in den Vereinigten Staaten. Louis Armstrong mit Earl Hines (Piano) nahm eine weitere französische Version auf (Rang 28). Es folgten Bing Crosby (Rang 13) und Tony Martin (Rang 9). Audrey Hepburn sang den Song fragmentarisch in Billy Wilders Kinofilm Sabrina.
Caterina Valente nahm Schau mich bitte nicht so an 1963 in Berlin auf, Dalida griff die französische Fassung 1967, Milva die italienische 1970 auf. Mireille Mathieu sang wiederum die französische Fassung (1976), Nana Mouskouri den deutschen Titel Schau mich bitte nicht so an (1976). 1977 brachte Grace Jones eine Disco-Version heraus. Donna Summer sang 1993 eine Version auf einem Tributealbum an die Piaf (Tribute to Edith Piaf). 2013 erschien von Andrea Bocelli auf der LP Passione ein Duett mit Samples von Piafs Originalstimme, Yves Montand sang das Stück im Film Paris, je t’aime, der 2006 in Cannes vorgestellt wurde. 2007 wurde der Film La vie en rose mit Marion Cotillard als Piaf auf den Filmfestspielen Berlin gezeigt, für den sie im 2008 den Golden Globe Award und den Oscar erhielt.
Das ursprüngliche Chanson hat stilübergreifende Anhänger gefunden, denn Jazzmusiker und -interpreten wie Toots Thielemans, Sophie Milman, Dee Dee Bridgewater und Diana Krall spielten und sangen das Stück ebenso wie Popstars wie Cyndi Lauper oder Belinda Carlisle und auch Interpreten wie Bette Midler oder Vince Hill (Take me to your Heart again) oder Instrumentalisten wie André Rieu. Die Popularität des Lieds charakterisierte die britische Musikjournalistin Kat Lister mit einer historischen Bezugnahme: Für jüngere Franzosen sei La vie en rose fast so etwas geworden wie eine alternative Marseillaise.

## Weitere Coverversionen
- 1959: Peter Kraus – Schau mich bitte nicht so an
- 1960: Carli Tornehave – I rosenrött jag drömmer (schwedische Version)
- 1962: Dean Martin
- 1965: Connie Francis
- 1970: Josephine Baker
- 1977: Grace Jones
- 1978: Hildegard Knef – Schau mich bitte nicht so an / La vie en rose (deutsche und französische Version)
- 1979: Helena Vondráčková – Vyznání v ružích (tschechische Version)
- 1982: Taco
- 1996: Madeleine Peyroux
- 1998: Patricia Kaas
- 1998: Ute Lemper
- 2004: In-Grid (Electronic-Lounge-Version)
- 2012: Melody Gardot
- 2013: ZAZ (Isabelle Geffroy)
- 2018: Lady Gaga
- 2020:  Julianne und Matt Petersen
- 2022: L.E.J.

## In Filmen als Filmmusik verwendet
- Die rote Lola (1950)
- Sabrina (1954)
- French Kiss (1995)
- Chloé (1996)
- Jeux d’enfants (Liebe mich, wenn du dich traust) (2003)
- Lord of War – Händler des Todes (2005)
- La Vie en rose (2007)
- WALL·E – Der Letzte räumt die Erde auf (2008)
- Die Schadenfreundinnen (2014)
- A Star Is Born (2018)